# 伽薩
《伽薩》（阿維斯陀語：Gāθā）是《阿維斯塔》中的宗教頌歌，相傳是瑣羅亞斯德所作，是阿維斯塔中最古老的部分。伽薩一詞意為「頌歌」，與古印度的韻文偈（Gāthā）同源。伽薩在語言修飾和韻律格式上與《阿維斯塔》的其他部分有明顯不同。原為《亞斯納》的組成部分，後因其重要性被單獨列為一卷。現存五篇十七章。

## 內容
- 《阿胡納瓦德·伽薩》（Ahunavad-Gāthā）：七章，一百節，每節三句，每句十六音節（七九開）。
- 《奧什塔瓦德·伽薩》（Oshtavad-Gāthā）：四章，六十六節，每節五句，每句十一音節（四七開）。
- 《塞潘特馬德·伽薩》（Sepantmad-Gāthā）四章，四十一節，每節四句，每句十一音節（四七開）。
- 《沃胡赫什塔爾·伽薩》（Vohukhshtar-Gāthā）一章，二十二節，每節三句，每句十四音節（七七開）。
- 《瓦希什圖伊什特·伽薩》（Vahīshtoīsht-Gāthā）一章，九節，每節四句，兩長兩短，長句十九音節（七七五開），短句十二音節（七五開）。

## 節選
「呵，馬茲達！當此致祭行禮之際，我高擎雙手，為所有斯潘德·邁紐的造物祈求安寧、庇護和歡樂。呵，奧爾迪貝赫什特！但願我能取悅於巴赫曼和古舒爾萬。」--《阿胡納瓦德·伽薩》第一章第一節